# Regione di Penal-Debe
La regione di Penal-Debe è una regione di Trinidad e Tobago. Il capoluogo è Debe. 
Include i centri abitati di Penal e Debe.